# Малая Вруда
Малая Вру́да — деревня в Большеврудском сельском поселении Волосовского района Ленинградской области.

## История
На карте Санкт-Петербургской губернии Ф. Ф. Шуберта 1834 года упоминается деревня Малая Вруда.

МАЛАЯ ВРУДА — деревня принадлежит адмиральше Моллер, число жителей по ревизии: 91 м. п., 96 ж. п. (1838 год)

В пояснительном тексте к этнографической карте Санкт-Петербургской губернии П. И. Кёппена 1849 года она записана как деревня Neu Smerdowitz, Usikyla, Neudorf (Малая Вруда, Малая Врудка) и указано количество её жителей на 1848 год: савакотов — 17 м. п., 18 ж. п., всего 35 человек, русских — 117 человек.
На карте профессора С. С. Куторги 1852 года она обозначена как деревня Малая Вруда, состоящая из 32 крестьянских дворов.

ВРУДА МАЛАЯ — деревня вдовы адмирала Моллера, 10 вёрст по почтовой, а остальные по просёлочной дороге, число дворов — 26, число душ — 64 м. п. (1856 год)

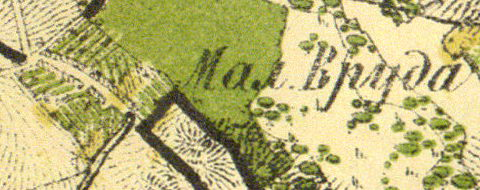
Деревня Малая Вруда на карте 1860 года

ВРУДА МАЛАЯ — деревня владельческая при колодце, по правую сторону Рожественской дороги, от Ямбурга в 40 верстах, число дворов — 28, число жителей: 94 м. п., 93 ж. п. (1862 год)

В 1864 году временнообязанные крестьяне деревни выкупили свои земельные наделы у Ю. Ф. фон Моллер и стали собственниками земли.
Сборник Центрального статистического комитета описывал деревню так:

ВРУДА-МАЛАЯ — деревня бывшая владельческая, дворов — 35, жителей — 119. Школа. (1885 год)

Согласно материалам по статистике народного хозяйства Ямбургского уезда 1887 года, имение при селении Малая Вруда площадью 9 десятин принадлежало надворному советнику Г. Н. Никифорову, имение было приобретено в 1885 году за 1500 рублей.
В 1900 году, согласно «Памятной книжке Санкт-Петербургской губернии», участок от мызы Малая Вруда площадью 272 десятины принадлежал гражданину Андреасу Карловичу Коху с товарищами.
В XIX — начале XX века деревня административно относилась ко Врудской волости 1-го стана Ямбургского уезда Санкт-Петербургской губернии.
По данным «Памятной книжки Санкт-Петербургской губернии» за 1905 год усадьбой и участком земли при деревне Малая Вруда площадью 9 десятин, владел надворный советник Григорий Никифорович Никифоров.
С 1917 по 1927 год деревня Малая Вруда входила в состав Мало-Врудского сельсовета Врудской волости Кингисеппского уезда.
Согласно данным переписи населения СССР 1926 года в деревне Вруда Малая проживали 143 человека, большинство русские, а также финны и эстонцы.
С августа 1927 года в составе Молосковицкого района.
С 1928 года в составе Врудского сельсовета. В 1928 году население деревни Малая Вруда также составляло 143 человека.
С 1931 года в составе Волосовского района.
По данным 1933 года деревня Малая Вруда в составе Волосовского района не значилась.

План деревни Малая Вруда. 1938 год

Согласно топографической карте 1938 года деревня насчитывала 34 двора.
C 1 августа 1941 года по 31 января 1944 года деревня находилась в оккупации.
С 1963 года в составе Кингисеппского района.
С 1965 года вновь в составе Волосовского района. В 1965 году население деревни Малая Вруда составляло 90 человек.
По административным данным 1966, 1973 и 1990 годов деревня Малая Вруда входила в состав Врудского сельсовета с административным центром в посёлке Вруда.
В 1997 году в деревне Малая Вруда проживали 6 человек, деревня относилась ко Врудской волости, в 2002 году — 14 человек (русские — 86 %), в 2007 году — 1 человек.

## География
Деревня расположена в центральной части района к западу от автодороги 41К-045 (Большая Вруда — Овинцево).
Расстояние до административного центра поселения — 9 км.
Расстояние до ближайшей железнодорожной станции Вруда — 3 км.

## Демография
| 1862 | 2002 | 2007 | 2010 | 2017 |
| ---- | ---- | ---- | ---- | ---- |
| 187  | ↘14  | ↘1   | ↗21  | ↘0   |

Согласно данным Всероссийской переписи населения 2021 года в деревне постоянного населения не было.